# Ministerio de las Fuerzas Armadas Revolucionarias
El Ministerio de las Fuerzas Armadas Revolucionarias de la República de Cuba, conocido por el acrónimo MINFAR, es el Ministerio de Defensa de Cuba.

## Historia
Surge el 16 de febrero de 1959, como sucesor del previo Ministerio de Defensa Nacional. Desde su fundación en 1959 hasta 2008, el titular de la cartera fue el primero Comandante y luego General de Ejército Raúl Castro Ruz. Al ser electo este como Presidente de Cuba por la Asamblea Nacional del Poder Popular, se designó al General de Cuerpo de Ejército Julio Casas Regueiro como nuevo Ministro de las Fuerzas Armadas Revolucionarias. Casas Regueiro falleció en el cargo en septiembre de 2011 y fue sustituido por el General de Cuerpo de Ejército Leopoldo Cintra Frías, quien estuvo en el cargo hasta abril del año 2021 y fue sustituido por el también General de Cuerpo de Ejército Álvaro López Miera, quien está en el cargo en la actualidad

## Ministros
- General de Ejército Raúl Castro Ruz (1959-2008)
- General de Cuerpo de Ejército Julio Casas Regueiro (2008-2011)
- General de Cuerpo de Ejército Leopoldo Cintra Frías (2011-2021)
- General de Cuerpo de Ejército Álvaro López Miera (2021- )